# Friedrich von Delitz
Friedrich Ernst Theodor von Delitz (* 13. Juni 1789 in Temnick; † 29. November 1848 in Königswinter) war ein preußischer Generalmajor.

## Leben

### Herkunft
Friedrich war der Sohn von Ernst Ludwig von Delitz (* 11. Dezember 1752; † 1809) und dessen Ehefrau Moritiana Friederike Amalie, geborene von Borcke (* 13. April 1754). Der Vater war Fähnrich a. D., zuletzt im Infanterieregiment „von Pirch“, Kreisdeputierter sowie Herr auf Termnick und Raakow.

### Laufbahn
Delitz besuchte die Kadettenhäuser in Stolp sowie in Berlin und wurde am 19. Oktober 1806 als Gefreitenkorporal im Infanterieregiment „von Rüts“ der Preußischen Armee angestellt. Nach dem Beginn des Vierten Koalitionskriegs kam er am 15. Dezember 1806 als Fähnrich in das 1. Neumärkischen Reserve-Bataillon. Nach dem Frieden von Tilsit kam Delitz am 8. Januar 1808 als Sekondeleutnant mit Patent vom 21. April 1807 in das 1. Pommersche Infanterie-Regiment. Am 5. Oktober 1812 erhielt er seinen erbetenen Abschied, um in russische Dienste zu gehen. Im Jahr 1813 war er Premierleutnant im Generalstab der russisch-deutschen Legion und nahm während der Befreiungskriege an den Gefechten bei Vallahn (21. August) und Hamburg (30. Dezember) teil. Für sein Wirken an der Göhrde erwarb Delitz den Orden der Heiligen Anna III. Klasse und bei Sehestedt den Orden des Heiligen Wladimir IV. Klasse. Am 2. Februar 1814 erfolgte seine Beförderung zum Kapitän.
Da die Legion 1814 von Preußen übernommen wurde, wechselte er am 8. Juni 1814 als Adjutant wieder in preußische Dienste und wurde am 29. April 1815 in das Hauptquartier des Fürsten Blücher von Wahlstadt versetzt. Delitz nahm an der Schlacht bei Ligny und erhielt für Belle Alliance das Eiserne Kreuz II. Klasse. Nach Beendigung des Feldzuges wurde er am 21. Juni 1815 in die Adjutantur versetzt. Mit seiner Beförderung zum Major folgte vom 31. März 1816 bis zum 2. April 1820 eine Verwendung als Adjutant bei der Landwehrinspektion des Regierungsbezirks Frankfurt (Oder). Anschließend fungierte Delitz als Adjutant der 16. Division in Trier. Ab dem 23. Dezember 1822 war er auch als Präses der Examinations-Kommission für die Portepeefähnriche sowie Direktor der Divisionsschule tätig. Am 30. März 1824 wurde er Adjutant beim Generalkommando des VIII. Armee-Korps sowie am 18. Juni 1825 dem 28. Infanterie-Regiment aggregiert und mit dem Dienstkreuz ausgezeichnet. Am 19. März 1827 wurde Delitz zum Bataillonskommandeur im 15. Infanterie-Regiment ernannt, aber bereits am 10. Mai 1827 im Tausch mit dem Major Karl von Lilljeström in das 16. Infanterie-Regiment versetzt. Dort avancierte er am 30. März 1832 zum Oberstleutnant. Unter Beförderung zum Oberst beauftragte man Delitz am 30. März 1834 mit der Führung des 36. Infanterie-Regiments und ernannte ihn ein Jahr später zum Regimentskommandeur. Am 15. Juni 1836 erhielt er den Roten Adlerorden IV. Klasse. Unter Verleihung des Charakters als Generalmajor wurde ihm am 15. März 1838 mit der gesetzlichen Pension der Abschied gewährt. Er starb am 29. November 1848 in Königswinter.

### Familie
Delitz heiratete am 24. Januar 1815 in Königswinter Gertrud Klein (* 9. Januar 1792; † 16. August 1834). Das Paar hatte zwei Kinder:
- Anna Gertrudis Helena (* 12. März 1821)
- Hermann August Friedrich Wilhelm (* 11. August 1823)

Nach dem Tod seiner ersten Frau heiratete er am 8. August 1836 in Bonn Marie Anna Bailly (* 1811; † 28. Juni 1890), die Tochter des Rentiers Karl Bailly aus Pau in Frankreich. Das Paar hatte wenigstens einen Sohn und eine Tochter:
- Carl (* 19. September 1838), ist wohl 1857 ausgewandert.[4]
- Augusta (* ca. 1840)